# Crossroads Centre
Das Crossroads Centre ist ein Rehabilitationscenter für Alkohol- und Drogenabhängige in der Willoughby Bay bei Freetown, Antigua. Gegründet wurde es im Jahr 1997 von dem britischen Rockmusiker Eric Clapton. Um das Haus finanziell zu unterstützen, organisierte Clapton mehrere Wohltätigkeitsveranstaltungen.

## Geschichte
Das Center wurde von Claptons eigenen Erfahrungen als Alkoholiker und Drogenabhängiger inspiriert.
In einem Brief erklärt Clapton: „Seit vielen Jahren habe ich Antigua besucht, die wunderschöne karibische Insel im Herzen der Westindischen Inseln. Antigua war immer ein spezieller Fluchtort – ein sicherer Platz, ein gelassener Platz an dem Jeder den Prozess der Heilung beginnen kann aus selbst den schlimmsten Momenten und Lebenssituationen. Als ein ehemaliger Alkoholiker und Drogensüchtiger haben mich über die Jahre viele Leute auf die Probleme der Alkohol- und Drogensucht auf der Insel angesprochen. Seit 1993 habe ich immer mehr mit Leuten darüber gesprochen, ein Rehabilitationscenter für Alkohol- und Drogenabhängige auf der Insel zu gründen. Der Bedarf dafür war schließlich da und so wurde ein Traum und eine Vision geboren. Meine Vision war, ein Center des höchsten Kalibers für Rehabilitation von Einheimischen und internationalen Besuchern zu erschaffen. Das Center würde mit hochqualifizierten, internationalen Experten ausgestattet; die Kosten sich so niedrig wie möglich halten und Kurse für die Prävention stattfinden. Meine Vision wurde zur Realität und Crossroads öffnete seine Türen im Jahr 1998. Seitdem erlangte das Center schnell den internationalen Ruf als exzellentes Rehabilitationshaus […]“.

## Gründung und Bau
Clapton gründete das Center gemeinsam mit Richard Conte, dem Chief Executive Officer von „The Priory Hospitals Group“ in London und „Transitional Hospitals Corporation“ in Nevada. Um die gesamte Entwicklung des Crossroads Centre kümmerten sich Clapton, Conte und zwei weitere Mitarbeiter der genannten Institutionen. Clapton und Conte bildeten den Aufsichtsrat mit Conte als Präsidenten. Die Firma Transitional stellte das gesamte Kapital für den Bau des Centers zur Verfügung und besitzt zwei Drittel des Centers. Clapton ist Eigentümer von dem restlichen einen Drittel. Der damalige Premierminister von Antigua, Lester Bird, sorgte für niedrige Landpreise.

## Finanzierung
Die Baukosten für das Center beliefen sich schätzungsweise auf sieben Millionen US-Dollar. Clapton steuerte zu Baubeginn rund fünf Millionen US-Dollar bei. Kurz nach der Eröffnung des Centers 1998, versteigerte Clapton am 24. Juni 1999 den ersten Teil seiner Gitarren- und Verstärkerkollektion beim Auktionshaus Christie’s. Die dort erzielten 5.072.350 US-Dollar kamen dem Center zugute. Am 26. Oktober des gleichen Jahres veröffentlichte Clapton die DVD und VHS In Concert: A Benefit for the Crossroads Centre at Antigua, ein Konzertfilm mit Ausschnitten aus seinem Charity-Konzert vom 30. Juni 1999 im Madison Square Garden. Die Ticket- und Videoverkaufserlöse kamen ebenfalls dem Center zugute. Mit zwei weiteren Auktionen in den Jahren 2004 (7.438.624 US-Dollar) und 2011 (2,2 Millionen US-Dollar) steuerte Clapton insgesamt rund weitere 9,7 Millionen US-Dollar dem Center bei. Für die weitere Finanzierung veranstaltet Clapton das Crossroads Guitar Festival. Bis 2013 unterstützte Clapton das Center mit mehr als 20 Millionen US-Dollar und schickt jedes Jahr einen Betrag von 1,5 Millionen US-Dollar an das Center. Die Konzerte brachten dem Center von 1999 bis 2010 19,5 Millionen US-Dollar ein.